# Flota comercială maritimă a României
Flota comercială maritimă a României este ansamblul de nave comerciale navigând pe mări și oceane sub pavilion românesc.

## Istorie
Sursa:

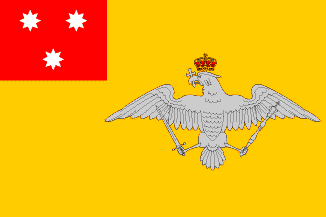
Steagul Țării Românești pentru navigația pe Dunăre și mare în 1840, în catalogul britanic Flags of all Seafaring Nations („Steagurile tuturor națiunilor navigând pe mări”)

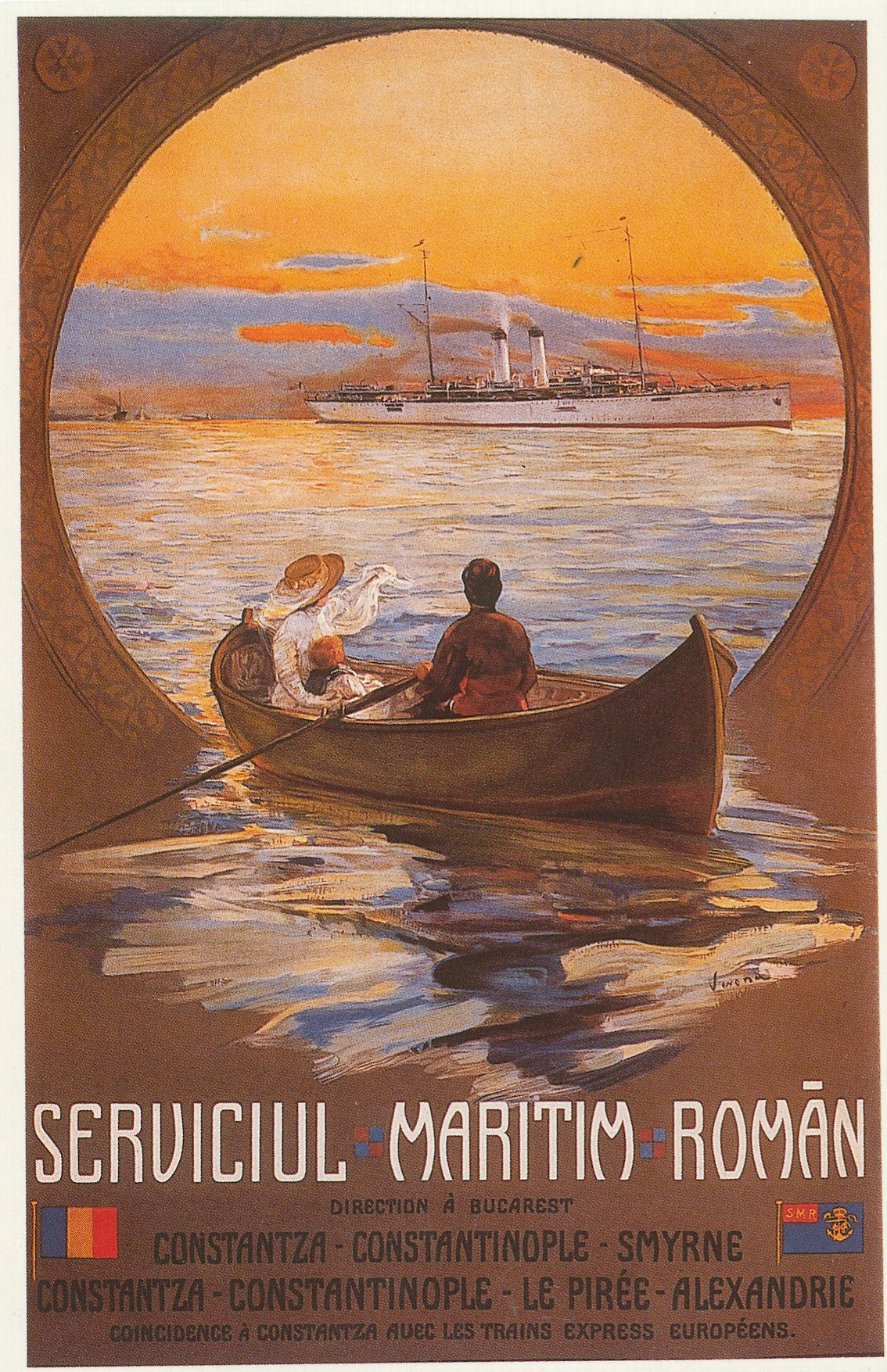
Afiş al „Serviciului Maritim Român” din 1897, operă a pictorului Arthur Verona

Corăbiile medievale ale despotatului Dobrogei și ale Țării Românești și Moldovei, dispar odată cu cucerirea litoralului românesc de către Imperiul Otoman în secolul XV. Până în 1878 navigația navelor comerciale românești pe mare se efectua din porturile Brăila, Galați și, între 1856 și 1878, Reni, Ismail și Chilia Nouă. Erau în general nave cu pânze (cele cu aburi fiind rezervate flotei militare), care în aceste porturi preluau sau predau mărfurile transportate până aici fie pe uscat, fie cu „bolozanele” (șlepuri cu pânze și vâsle) dunărene. Aceste nave aparțineau de regulă unor mari negustori din Țara Românească și Moldova, ca familiile Caragea sau Bellu. Majoritatea asigurau ruta Galați-Constantinopol. Începând cu anul 1859, Unirea principatelor dă naștere pavilionului românesc care este ridicat în locul celui al Țării Românești și Moldovei. Școala Flotilei funcționa la Galați din 1872, înainte de a fi transferată la Constanța ca „Universitate Maritimă”.
După anul 1878 (alipirea Dobrogei la România) a fost înființat Serviciul Maritim Român (cu sediul la București, dar baza la Constanța). În anul 1909, anul înființării Școlii Navale Superioare de la Constanța, S.M.R. avea în exploatare o duzină de pacheboturi și vreo douăzeci de cargouri și alte nave, la care se adăugau nave ale unor companii private.
„Serviciul Maritim Român” a fost desființat la sfârșitul celui de-al doilea război mondial, după ce URSS confiscă cele 16 vase de linie în posesia sa, și înlocuit printr-o întreprindere sovieto-română numită „Sovromtransport”, căreia sovieticii îi atribuiră două din navele confiscate: pachebotul „Transilvania” și vaporul mixt „Ardeal”. La rândul său compania „Sovromtransport” a fost integrată în 1954 în noua companie „Navrom”, înființată prin HCM 368 și aflată sub controlul exclusiv al statului român, cu sigla „NR” în litere roșii peste două benzi orizontale albastre, care mulțumită costrucțiilor navale a navlosit până la treizeci de nave. 
Până în 1990, flota maritimă comercială a României avea peste 300 de nave, la care se adăugau Flota de pescuit oceanic și cea fluvială.
Navrom Constanța deținea toate navele.
Apoi, Navrom s-a divizat în trei societăți, toate cu capital integral de stat: Navrom, Romline și Petromin.
După 1989, majoritatea navelor românești au fost privatizate : în 1993, fostul ministru al Transporturilor Paul Teodoru a luat decizia de a transfera navele către privați. Astfel s-au înființat 53 de societăți private cum ar fi „Cosco”, „Levant Maritime”, „Neptun Maritime”, „Octogon”, „Pronav”, „CFR Marfa Feribot”, „Samarina ST”, „Tuaxrom” și altele : nu toate navele lor navighează sub pavilionul românesc, ci sub pavilion de complezență, și nu toți marinarii sunt români; de altfel, mulți ofițeri și marinari români nevighează pe nave străine.
În februarie 2011, flota mai avea doar cinci nave, celelalte fiind înstrăinate. Cargoul „Albatros”, feriboturile „Eforie”, „Mangalia”, „Samarina A” și „Samarina M” (ultimele două fiind RO-RO-uri rezervate autovehiculelor) erau singurele nave de transport maritim aflate încă sub pavilion românesc.
România deținea și o flotă de pescuit oceanic (care număra peste 100 de pescadoare, nave colectoare și 12 nave frigorifice de transport (POLAR)), precum și o flotă fluvială (formată din șlepuri și barje). Din flota de pescuit oceanic nu a mai rămas nimic.